# Věra Chytilová
Věra Chytilová (Ostrava, 2 de fevereiro de 1929 - Praga, 12 de março de 2014) foi uma cineasta checa.
Na década de 1960, Chytilová chegou a ser proibida de atuar pelo governo da Checoslováquia. Com o passar dos anos, seus filmes fizeram sucesso e foram exibidos em festivais internacionais de cinema. Ela então fez parte da "nouvelle vague" do cinema tchecoslovaco e foi chamada de "a primeira-dama do cinema tcheco".
Chytilová dirigiu, por exemplo, As Pequenas Margaridas (1966), O jogo da maçã (1976), História pré-fabricada (1979) e Calamidade (1981). Por seu trabalho, recebeu o Ordre des Arts et des Lettres, a Medalha de Mérito e o prêmio Czech Lion. 
Chytilová morreu em Praga aos 85 anos.

## Filmografia
| Ano  | Título original                      | Título pt/en                                   | Cinema | Televisão |
| 1960 | Zelená ulice                         | Green Street                                   |        |           |
| 1960 | Kočičina                             | Miado                                          |        |           |
| 1961 | Žurnál FAMU: První Občasník          | Žurnál FAMU: První Občasník                    |        |           |
| 1961 | Strop                                | Teto                                           |        |           |
| 1962 | Pytel Blech                          | Saco de Pulgas                                 | X      |           |
| 1963 | O něčem jiném                        | Algo Diferente                                 | X      |           |
| 1965 | Automat Svět (in Perličky na dně)    | At the World Cafeteria (in Pearls of the Deep) | X      |           |
| 1966 | Sédmikrásky                          | As Pequenas Margaridas                         | X      |           |
| 1969 | Ovoce stromů rajských jíme           | Fruto do Paraíso                               | X      |           |
| 1971 | Kamarádi                             | Camarada                                       |        | X         |
| 1974 | Hrst vrásek                          | Hrst vrásek                                    |        | X         |
| 1976 | Hra o jablko                         | The Apple Game                                 | X      |           |
| 1978 | Čas je neúprosný                     | O tempo é inexorável                           |        | X         |
| 1978 | 20.MSVB 78                           |                                                |        | X         |
| 1979 | Panelstory aneb Jak se rodí sídliště | Conjunto Habitacional                          | X      |           |
| 1980 | Kalamita                             | Calamidade                                     | X      |           |
| 1981 | Chytilová versus Forman              | Chytilová versus Forman                        |        | X         |
| 1983 | Faunovo velmi pozdní odpoledne       | The Very Late Afternoon of a Faun              | X      |           |
| 1984 | Praha - neklidné srdce Evropy        | Praga - o incansável coração da europa         | X      |           |
| 1986 | Vlčí bouda                           | O Chalé do Lobo                                | X      |           |
| 1987 | Šašek a královna                     | O bobo da corte e a rainha                     | X      |           |
| 1988 | Kopytem sem, kopytem tam             | Tainted Horseplay                              | X      |           |
| 1990 | TGM Osvoboditel                      | Tomáš Garrigue Masaryk                         |        | X         |
| 1991 | Mí Pražané mi rozumějí               | Os cidadãos de Praga me entendem               | X      |           |
| 1992 | Ráj srdce                            | Paradise of the Heart                          |        | X         |
| 1992 | Dědictví aneb Kurvahošigutntág       | The Inheritance or Fuckoffguysgoodday          | X      |           |
| 1993 | Kam panenky...?                      | Where are you going girls?                     | X      |           |
| 1993 | Co člověk má                         | Co člověk má                                   |        | X         |
| 1994 | Pokus a Chyba Ivana Vyskočila        | Pokus a Chyba Ivana Vyskočila                  |        | X         |
| 1995 | Bastard                              | Bastard                                        |        | X         |
| 1998 | Pasti, pasti, pastičky               | Armadilhas                                     | X      |           |
| 2000 | Vzlety a Pády                        | Vôos e quedas                                  |        | X         |
| 2001 | Vyhnání z ráje                       | Expulsos do Paraíso                            | X      |           |
| 2003 | Troja v Proměnách v Času             | Troja - changes in time                        | X      |           |
| 2006 | Hezké chvilky bez záruky             | Momentos Agradáveis                            | X      |           |
| 2006 | Potížistky                           | Troublemakers                                  |        | X         |